# McMaster-universiteit
De McMaster-universiteit (Engels: McMaster University) is een middelgrote universiteit in de Canadese stad Hamilton (Ontario). De universiteit werd opgericht in 1887. In 2010 waren er 22.852 studenten ingeschreven voor een bachelor- en 3.588 voor een masteropleiding.
De campus van de universiteit staat op een oppervlakte van bij elkaar 1,2 km² in het stadsdeel Westdale, naast de Koninklijke Botanische Tuin van Hamilton.
De universiteit is eigenaar van een eigen kunstmuseum, het McMaster Museum of Art. Verder behoort de McMaster Nuclear Reactor, een 5 MWth MTR-klassereactor, tot de universiteit.

## Faculteiten
McMaster herbergt zes faculteiten:
- Natuurwetenschappen
- Geneeskunde
- Techniek
- Geesteswetenschappen
- Sociale wetenschappen
- Economie

## Verbonden
McMaster heeft een reeks succesvolle acteurs voortgebracht, waaronder Martin Short, Eugene Levy en Ivan Reitman. Er heerst al langere tijd de discussie of Reitman zijn inspiratie voor de filmkomedie Animal House heeft opgedaan in het studentenhuis waar hij woonde tijdens de studentenprotesten in de jaren 1960. Ook studeerde hier in de jaren 1960 de latere schrijver Matt Cohen. Verder verrichtte Bertram Brockhouse, winnaar van de Nobelprijs voor Natuurkunde in 1994, hier onderzoek.
Hieronder volgt een lijst van mensen die verbonden zijn aan de McMaster-universiteit:

### Met een eredoctoraat
- Thomas Henry Manning (1911-1998), poolreiziger en cartograaf

### Als hoogleraar
- Bertram Brockhouse (1918-2003), natuurkundige
- John Ruggie (1944-2021), politicoloog

### Als student
- Eugene Levy (1946), acteur
- Martin Short (1950), acteur
- John Powers (1957), oriëntalist en boeddholoog
- Ken Baird, leadzanger van de gelijknamige band
- John Powers, oriëntalist en boeddholoog